# Petición
Petición o derecho de petición (del latín petitĭo, -ōnis) es aquel derecho que tiene toda persona individual o jurídica, grupo, organización o asociación para solicitar o reclamar ante las autoridades competentes, normalmente los gobiernos o entidades públicas- por razones de interés público ya sea individual, general o colectivo.

## Tipos de petición

### Derecho de petición en interés particular
Todo sujeto tiene derecho de presentar solicitudes respetuosas a la administración pública con el propósito que se le reconozca un derecho particular. Algunos ejemplos de eso son: una licencia ambiental, una licencia de construcción o de urbanismo, una pensión, una conexión a un servicio público domiciliario (agua, luz teléfono, aseo), y otra clase de trámites que dispongan de efecto particular en un ciudadano o un grupo específico de ciudadanos. El funcionario dispone de 10 días hábiles para conceder una respuesta a la petición, lo cual no significa que en esos días se deba destinar o negar el derecho, pero sí como mínimo que se le informe sobre este. Este derecho está reconocido en el artículo 29 de la Constitución Española y en la Ley orgánica 4/2001.

### Derecho de petición en interés general
Este derecho tiene como fin reclamar ante las autoridades una acción específica en cumplimiento de sus funciones y deberes legales. El funcionario dispone de 15 días hábiles para responder lo solicitado. El fundamento legal del Derecho de Petición en interés general es el Decreto 01 de 1984 (Código Contencioso Administrativo, artículos. 6 y 7). 

### Derecho de petición de informaciones
Cualquier ciudadano está en capacidad de reclamar de forma respetuosa que se le comunique sobre las cuestiones internas de la administración pública y, especialmente, solicitar copia de los documentos que tratan de los mismos o efectuar una consulta directamente en la oficina correspondiente.

## Antecedentes
En los países anglosajones las peticiones fueron una forma muy común de protestar y solicitar algo a la Cámara de los Comunes durante los siglos XVIII y XIX, siendo la más grande, la petición de los cartistas. Aún hoy se presentan peticiones aunque en menor cantidad.
La Cláusula de Petición de la Primera Enmienda a la Constitución de los Estados Unidos de América garantiza el derecho de a las personas "de pedir al gobierno por una compensación por quejas". El derecho a petición ha sido extendido para poder mantener disputas con el gobierno estadounidense.
Las peticiones se utilizan habitualmente en Norteamérica para calificar los candidatos a cargos públicos para que aparezca en una boleta de elección; mientras que cualquier persona puede ser un candidato por escrito, un candidato que desea que su nombre aparezca en las boletas impresas y otros materiales oficiales de la elección debe juntar un cierto número de firmas válidas de votantes registrados. En jurisdicciones donde las leyes permiten para las iniciativas electorales, la recopilación de un número suficiente de firmas de votantes califica una iniciativa propuesta para ser incluida en la boleta. Las elecciones revocatorias de California de 2003 que culminaron en la destitución del gobernador Gray Davis y la elección de Arnold Schwarzenegger, comenzó cuando Darrell Issa representante de los Estados Unidos empleó recolectores pagos de firmas para obtener millones de firmas en una operación que le costó a Issa varios millones de dólares. Una vez que se obtuvo el número requerido de firmas para la petición de destitución, circularon otras peticiones por parte de potenciales candidatos que deseaban aparecer en la boleta como posibles reemplazos de Davis. Después de ese paso, se programó una votación sobre la revocatoria.
Otro tipo de peticiones han sido las que buscaban la liberación de Nelson Mandela de su encarcelamiento, que había sido impuesto durante el régimen de apartheid del antiguo gobierno de Sudáfrica. Las peticiones no tenían efecto legal, pero las firmas de millones de personas en las peticiones representaban una fuerza moral que puede haber contribuido a liberar al izquierdista Mandela y terminar con el apartheid. Organizaciones no gubernamentales tales como Amnistía Internacional a menudo utiliza peticiones en un intento por ejercer autoridad moral en apoyo de diversas causas.
Una petición puede ser también el título de una presentación legal que da comienzo a un caso a ser escuchado por la corte. El alegato inicial en una demanda civil que busca únicamente dinero (daños) podría denominarse (en la mayoría de los tribunales estadounidenses) demanda; un alegato inicial en una demanda que busca una reparación no monetaria o "equitativa", como una solicitud de mandamus o habeas corpus, o para definir la custodia de un niño o para legalización de un testamento, se denominaría en cambio una petición.

### Peticiones por internet
Se entiende por peticiones por internet o a través de internet aquellas que se formalizan mediante procedimientos telemáticos. Se refieren habitualmente a peticiones abiertas en las que los particulares pueden sumarse a ellas aportando una serie de datos que verifiquen o hagan plausible la autenticidad del peticionario o firmante.
Existen diversos grupos que canalizan las peticiones por internet o ipeticiones, entre ellas Avaaz.org, Care2 y Change.org. Además muchos grupos y asociaciones, organizaciones no gubernamentales y sin ánimo de lucros -como Amnistía Internacional o Greenpeace-, e incluso partidos políticos realizan peticiones a través de internet.

### Colombia
La Constitución Política de Colombia de 1991 establece como derecho fundamental de toda persona el de realizar peticiones respetuosas y recibir respuestas de fondo dentro de los términos legales, lo cual significa que si no se recibe una respuesta oportuna y de fondo se puede acudir ante la justicia con una Acción de tutela. También está tipificado en el ordenamiento jurídico, El Derecho de Petición como mecanismo entre particulares, ya sean personas Naturales o Jurídicas que buscan crear, exigir o extinguir una obligación, siempre y cuando se haga en justo derecho y en el marco legal establecido en la Constitución.
El Derecho de petición se encuentra en el artículo 23 de la Constitución Política de Colombia y de forma más detallada en la Ley 1755 de 2015. En esta ley se muestra el alcance, objetivo, requisitos y tiempos de respuesta.

### México
En la Constitución Política de Los Estados Unidos Mexicanos, el Artículo 8.º establece el derecho de petición, el cual puede formularse por escrito ante cualesquier autoridad y esta está obligada a responder en un término de ley; de no hacerlo, puede considerarse la sanción que corresponda de acuerdo con las disposiciones establecidas para eso